# Hubbardston (Michigan)
Hubbardston – wieś w Stanach Zjednoczonych, w stanie Michigan, w hrabstwie Clinton.